# سیارک ۵۲۲۸
سیارک ۵۲۲۸ (به انگلیسی: 5228 Maca، نامگذاری:1986VT) پنج هزار و دویست و بیست و هشتمین سیارک کشف شده‌است که در ۳ نوامبر ۱۹۸۶ کشف شد.
قدر مطلق سیارک برابر ۱۲٫۲۰ است.